# Třída Mistral
Třída Mistral je třída vrtulníkových výsadkových a velitelských lodí Francouzského námořnictva (francouzské označení je BPC - Bâtiments de Projection et de Commandement). Lodě jsou vybaveny pro nasazení se 450 vojáky a těžkou technikou po dobu 45 dnů. Nesou až 16 transportních či bitevních vrtulníků, dále výsadkové čluny či vznášedla. Jsou vybaveny pro funkci velitelských plavidel a na palubě též mají moderní nemocnici se 69 lůžky.
Do služby ve Francouzském námořnictvu byly zařazeny celkem tři jednotky této třídy - Mistral (2005), Tonnerre (2007) a Dixmunde (2012).Další čtyři jednotky roku 2011 objednalo pro své námořnictvo Rusko s tím, že první pár byl postaven ve Francii a druhý měl být postaven s francouzskou pomocí přímo v Rusku. Kontrakt vyvolal velké kontroverze a předání první jednotky Rusku bylo pozastaveno v souvislosti s válkou na východní Ukrajině. V roce 2015 byl kontrakt zcela zrušen a první dvě již postavená plavidla zakoupil Egypt.

## Jednotky
Jednotky třídy Mistral:
| Námořnictvo             | Číslo | Jméno                               | Loděnice                                     | Založení kýlu     | Spuštěna           | Vstup do služby   | Poznámka                                            |
| ----------------------- | ----- | ----------------------------------- | -------------------------------------------- | ----------------- | ------------------ | ----------------- | --------------------------------------------------- |
| Francouzské námořnictvo | L9013 | Mistral                             | Arsenal de Brest, Chantiers de Saint-Nazaire | 10. července 2003 | 6. října 2004      | 18. prosince 2005 | aktivní                                             |
| Francouzské námořnictvo | L9014 | Tonnerre                            | Arsenal de Brest, Chantiers de Saint-Nazaire | 26. srpna 2003    | 26. července 2005  | 1. srpna 2007     | aktivní                                             |
| Francouzské námořnictvo | L9015 | Dixmude                             | Arsenal de Brest, Chantiers de Saint-Nazaire | 20. ledna 2010    | 17. září 2010      | 12. března 2012   | aktivní                                             |
| Egyptské námořnictvo    | L1010 | Gamal Abdel Nasser (ex Vladivostok) | DCNS                                         | 1. února 2012     | 15. října 2013     | 2. června 2016    | dokončena, předání Rusku zrušeno, zakoupena Egyptem |
| Egyptské námořnictvo    | L1020 | Anwar El Sadat (ex Sevastopol)      | DCNS                                         | 18. června 2013   | 21. listopadu 2014 | 16. září 2016     | dokončena, předání Rusku zrušeno, zakoupena Egyptem |

## Konstrukce

Srovnání velikosti lodí třídy Mistral s předchozí třídou Foudre

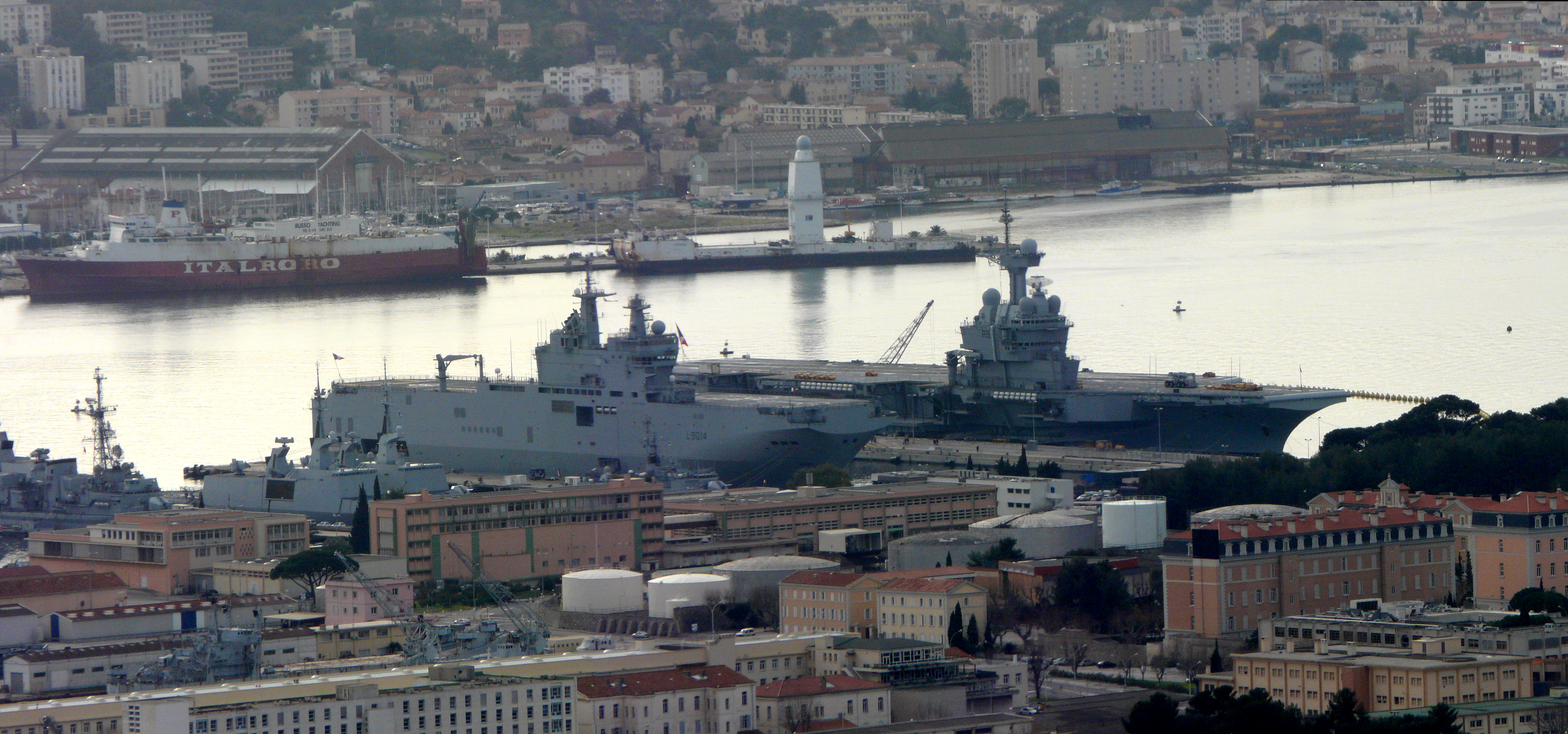
Tonnerre (vlevo) kotvící vedle letadlové lodi Charles de Gaulle

Hangár lodí pojme až 16 středních či těžkých vrtulníků - například transportních vrtulníků NHIndustries NH90 či bitevních vrtulníků Eurocopter Tiger (na palubě ale mohou přistávat též americké těžké vrtulníky CH-53). Z průběžné letové paluby přitom může operovat až šest vrtulníků najednou. Palubu s hangárem spojuje dvojice výtahů - hlavní výtah je na zádi a pomocný za velitelským ostrovem na pravoboku. Pro výsadek těžké techniky slouží různé typy plavidel. Z doku lodí mohou operovat čtyři výsadkové čluny či dva vyloďovací katamarány EDA-R. Z paluby lodí třídy Mistral mohou operovat rovněž dvě americká vznášedla Landing Craft Air Cushion, což zlepšuje možnosti spolupráce s americkým a britským námořnictvem.
Plavidla třídy Mistral obvykle převáží 450 vojáků (krátkodobě 900) a až 70 obrněných vozidel. Například mohou nést 13 tanků Leclerc se 46 dalšími vozidly, nebo celý tankový prapor se 40 tanky Leclerc. Na palubě nesou moderní nemocnici se 69 lůžky, přičemž v případě nouze lze díky modulární konstrukci lodí na nemocnici upravit rovněž hangár. Vlastní výzbroj lodí tvoří dvě dvojitá odpalovací zařízení Simbad pro protiletadlové řízené střely Mistral s dosahem 6 km, dále dva 30mm kanóny Breda-Mauser (doposud nebyly instalovány) a čtyři 12,7mm kulomety M2HB.

### Egyptská plavidla
Dvojice výsadkových lodí postavených původně pro Rusko se mimo jiné liší elektronikou, výzbrojí a složením letecké techniky. Do Egypta byla plavidla dodána bez části senzorů a výzbroje, což bylo řešeno provizoriem. Výsadková loď Anwar El Sadat měla během cvičení Cleopatra 2017 na palubě připevněny nejméně tři pozemní hybridní protiletadlové komplety M1097 Avenger.

## Operační nasazení
Mistral byl jednou ze čtyř francouzských lodí nasazených roku 2006 při Opération Baliste - evakuaci občanů EU z Libanonu, kde vypukl konflikt s Izraelem. K Libanonu loď převážela 650 vojáků, 85 vozidel (včetně pěti stíhačů tanků AMX 10 RC a 20 obrněných vozidel VAB a VBL) a osm vrtulníků typů Puma, Gazelle a Cougar.
V srpnu 2020 byla Tonnerre vyslána do Bejrútu, aby se zapojila do odstraňování škod způsobeným výbuchem v tamním přístavu.

## Prodej do Ruska

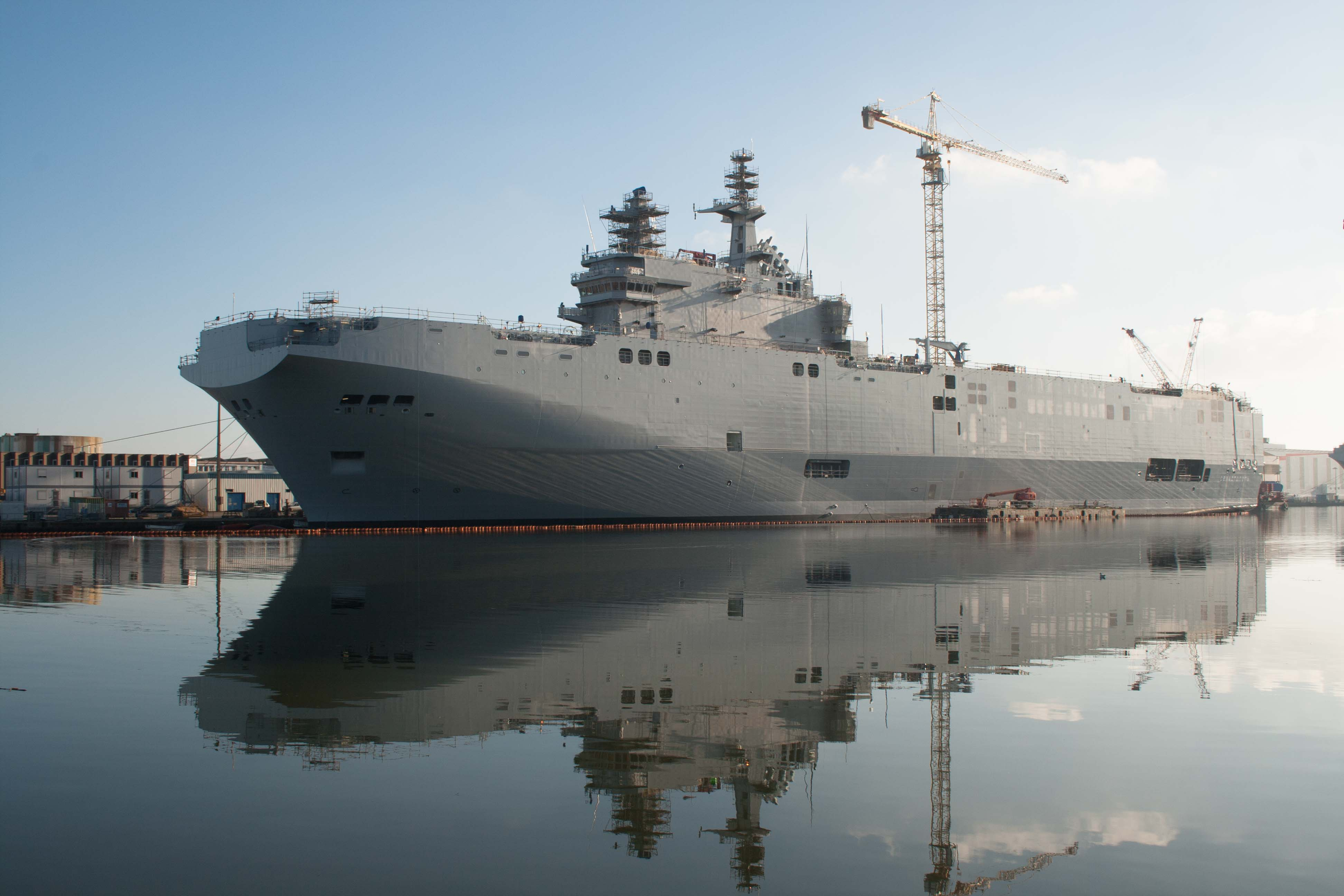
Sevastopol v roce 2014

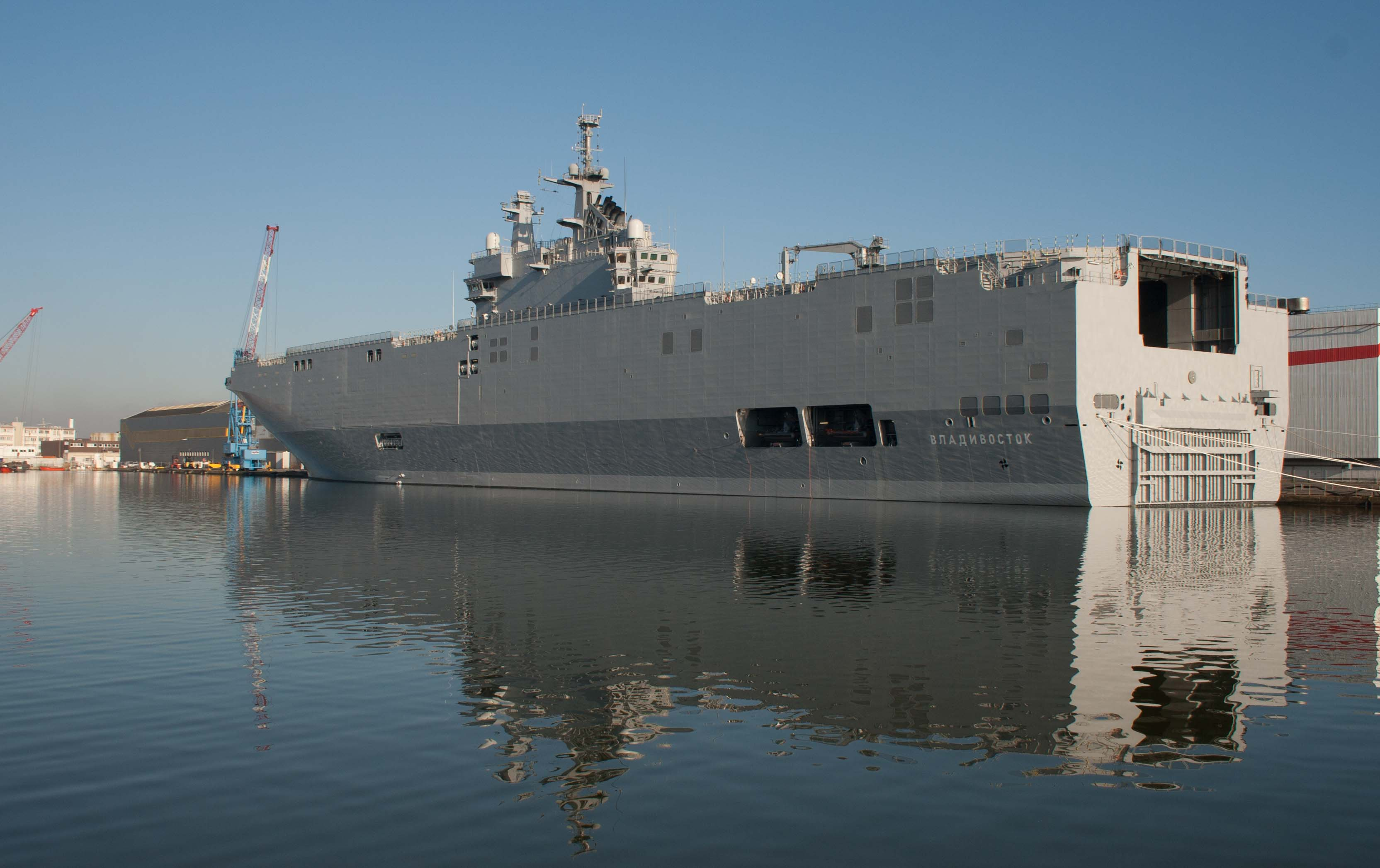
Vladivostok v roce 2014

V srpnu 2009 projevilo Rusko zájem o zakoupení jedné lodi třídy Mistral a stavbu až tří dalších jednotek ve vlastních loděnicích ve spolupráci s francouzskou loděnicí DCNS. Byl by to první takto rozsáhlý import zbraní do Ruska od rozpadu Sovětského svazu. Pro Námořnictvo Ruské federace přitom není důležitá jen jejich schopnost výsadkových operací, ale především jejich možnosti v roli velitelských lodí. Francouzská vláda již s obchodem souhlasila, obchod však zatím nebyl definitivně potvrzen. Obchod si našel řadu kritiků, například gruzínského prezidenta Saakašviliho či pobaltských zemí. Podle serveru Globalsecurity.org zastává mnoho expertů názor, že zakoupení lodí nemá vojenský smysl, ale má Rusku umožnit přístup k nejmodernějším vojenským technologiím.
V prosinci 2010 uzavření obchodu oficiálně potvrdil francouzský prezident Nicolas Sarkozy. Bylo sjednáno, že první pár výsadkových lodí (Vladivostok a Sevastopol) bude postaven ve spolupráci ruských loděnic a francouzské DCNS, přičemž druhý pár již bude celý postaven v Rusku. Druhý pár plavidel mají dle kontraktu postavit ruské loděnice s 20% účastí francouzských firem. Lodě mají nést plnohodnotné senzorové a komunikační vybavení, jako jejich francouzské originály. Jejich výzbroj budou tvořit dva 30mm kanóny Breda Mauser a čtyři 12,7mm kulomety. Jejich přepravní kapacita činí 450 vojáků a 70 obrněných vozidel, k jejichž přepravě a podpoře typicky slouží osm bitevních vrtulníků Ka-52K, osm vrtulníků Ka-29/31 Helix a čtyři rychlé vyloďovací čluny.
Spuštění výsadkové lodě Vladivostok na vodu proběhlo v říjnu 2013. Převzetí plavidla ruským námořnictvem bylo naplánováno na 14. listopad 2014, ale převzetí plavidla bylo francouzskou stranou pozastaveno.

### Zastavení kontraktu
V druhé polovině srpna 2014 francouzský prezident François Hollande po nátlaku[zdroj⁠?!] některých států (USA, Velká Británie, Polska a dalších) oznámil, že v reakci na ruskou anexi Krymu a vývoj ve východní Ukrajině pozastavuje dodávku první ze dvou moderních vrtulníkových lodi třídy Mistral, které si objednalo Rusko. Dodal přitom, že se o opci na další dvě lodě nemůže v současnosti ani diskutovat. Po několikaměsíčním vyjednávání mezi Francií a Ruskem došlo ke zrušení smlouvy a na začátku srpna 2015 zaplatila Francie Rusku 1,16 miliardy eur jako odškodné. Dohoda mezi oběma zeměmi otevřela možnost odprodání obou plavidel jinému uživateli.

## Prodej do Egypta
Dne 23. září 2015 byla oznámena dohoda o prodeji obou plavidel Egyptu. Prodej vojenských plavidel do Egypta byl kritizován lidskoprávní organizací Amnesty International, která Egypt obvinila z "alarmujícího" porušování lidských práv.

## Galerie

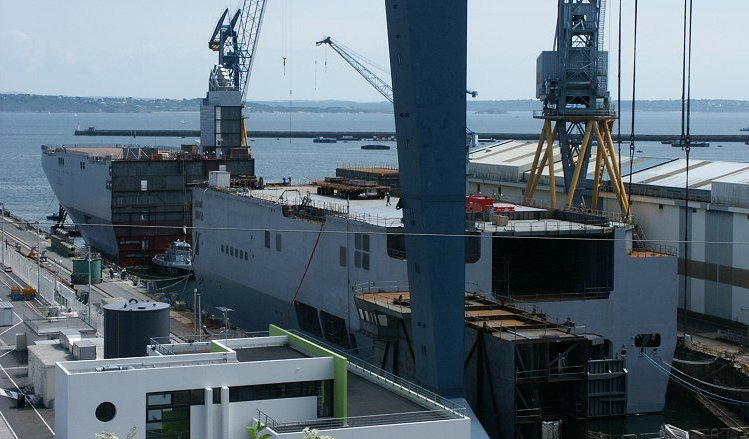
Spojování jednotlivých sekcí trupu lodi Mistral
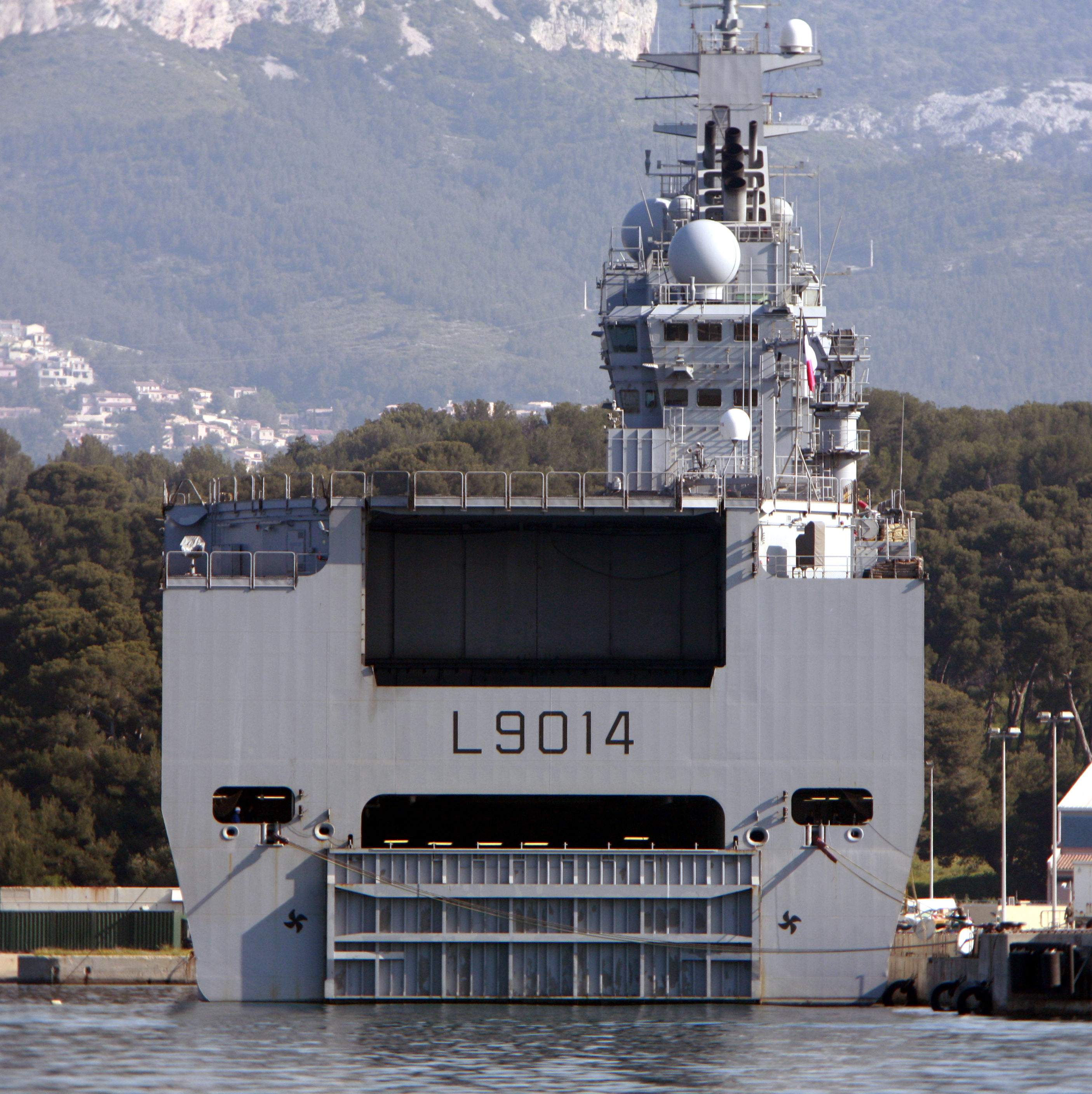
Záď Tonnerre - zřetelně je vidět zadní výtah a vrata doku
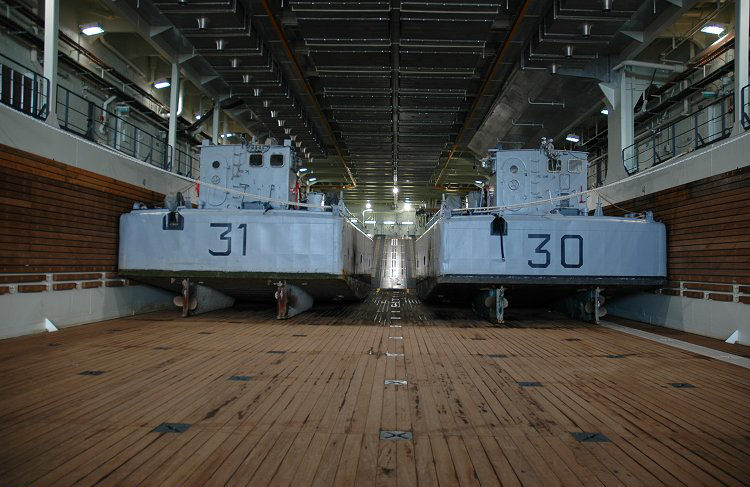
Výsadkové čluny CTM uvnitř lodi Mistral
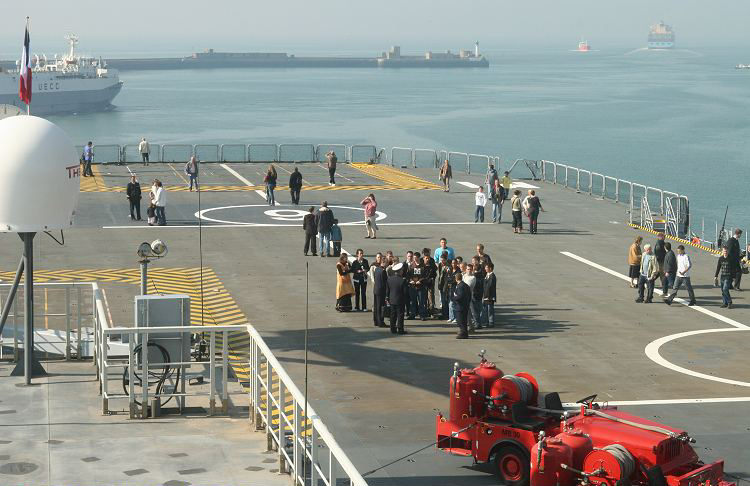
Paluba Mistralu
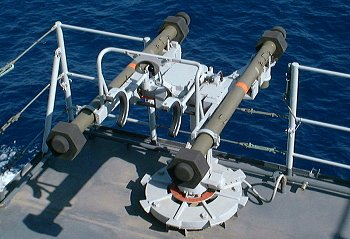
Vypouštěcí zařízení řízených střel Simbad
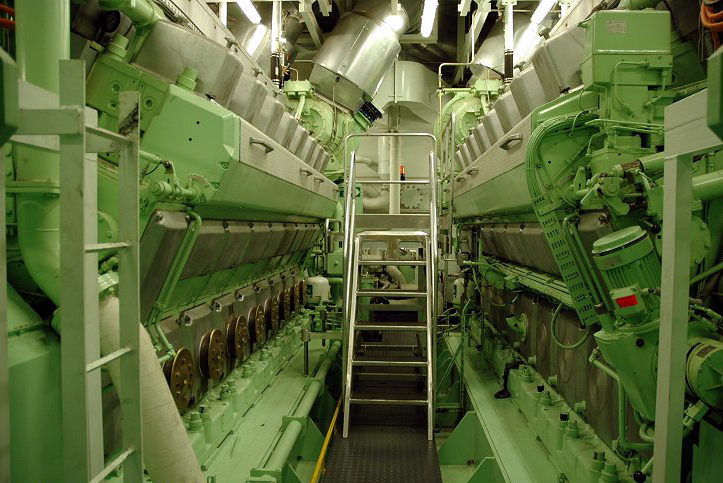
Motory lodi
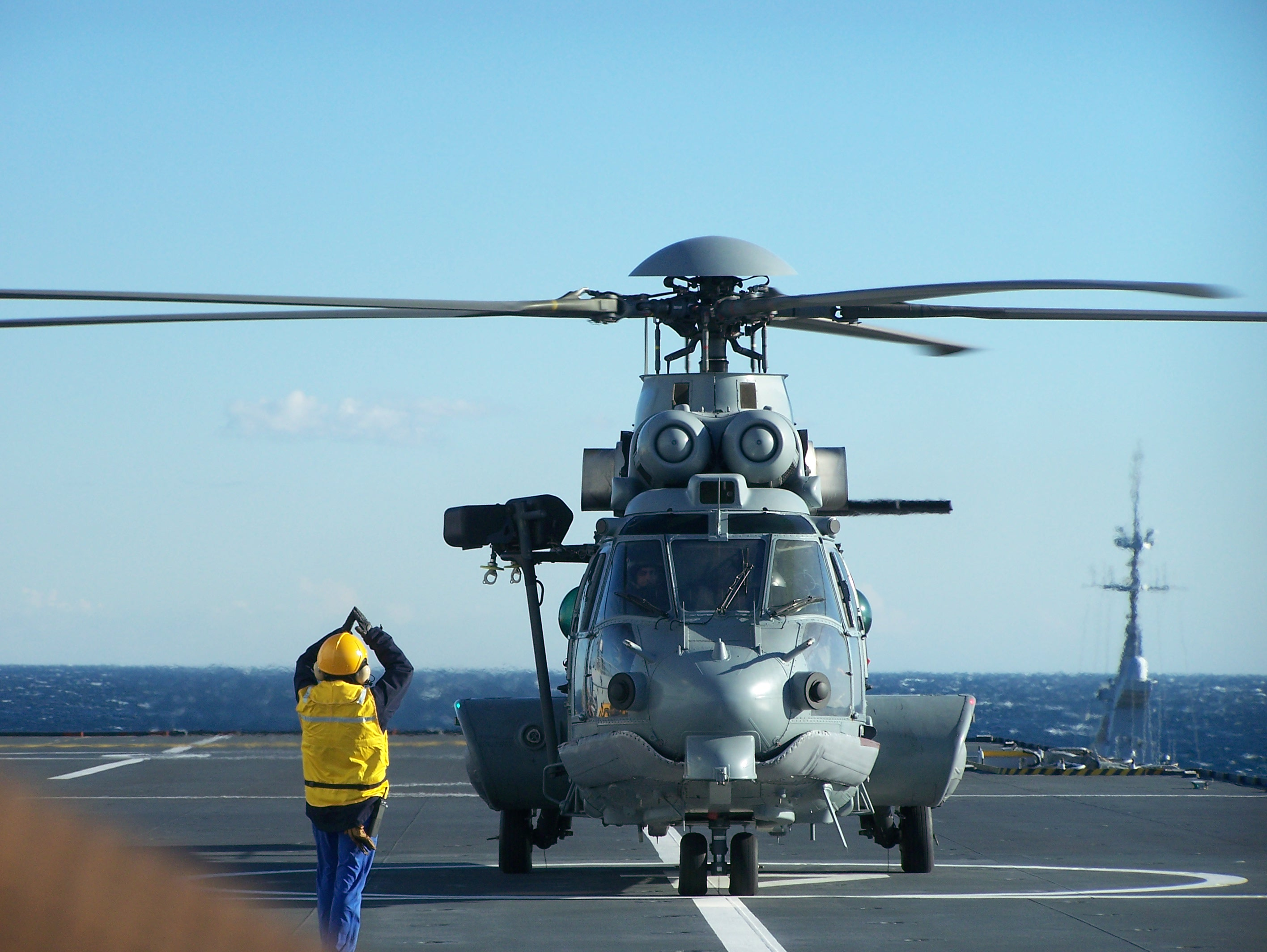
Vrtulník Eurocopter Cougar na palubě Mistralu